# Vinemina catalina
Vinemina catalina là một loài bướm đêm trong họ Geometridae.